# Txerntsi
Txerntsi (en rus: Чернцы) és un poble de l'óblast d'Ivànovo, a Rússia, que en el cens del 2010 tenia 918 habitants.